# 大和村 (新潟県中頸城郡)
大和村（やまとむら）は、かつて新潟県中頸城郡にあった村。

## 沿革
- 1889年（明治22年）4月1日 - 町村制の施行により、中頸城郡新町村、高田新田村、脇野田村、今泉村、土合村及び七ケ所新田村の区域をもって、中頸城郡大和村が発足する。
- 1901年（明治34年）11月1日 - 中頸城郡下板倉村、大和村、大倉村及び国明村が合併して、中頸城郡和田村が発足する。
- 1955年（昭和30年）2月1日 - 中頸城郡和田村の区域が分割して、旧大和村の区域にあたる区域は高田市に編入する。